# Danijel Pranjić
Danijel Pranjić (n. 2 decembrie 1981) este un jucător croat de fotbal, care în acest moment joacă pentru Panathinaikos.

## Palmares
Heerenveen
- KNVB Cup: 2008-09

Bayern München
- Audi Cup: 2009–10
- Cupa Germaniei: 2009–10
- Bundesliga: 2009–10
- De două ori finalist în Liga Campionilor UEFA: 2009-2010, 2011-2012